# Space Detection and Tracking System
Das Space Detection and Tracking System (SPADATS) (deutsch: Weltraumortungs- und Objektverfolgungssystem) ist ein System innerhalb der Luftverteidigung der USA. SPADATS bildet ein weltweites Netzwerk mit optischen und elektronischen Sensoren, welches anfangs von der United States Air Force (USAF), der United States Navy (USN) und der Canadian Forces Air Defense Command Satellite Tracking Unit mit Informationen bedient wurde. Die Hauptaufgabe von SPADATS besteht darin, eine Übersicht über Objekte (Raumflugkörper, Weltraummüll u. a.) im erdnahen Bereich zu erstellen und Analysen über diese Objekte an Kommandostände der US-Luftverteidigung und andere Institutionen weiter zu leiten. Die administrative Kontrolle über SPADATS lag zuerst bei dem Continental Air Command (CONAD) der USAF. In der zweiten Hälfte der 1980er Jahre wurde ab etwa 1988 in der Literatur der Name Space Surveillance Network (SSN) statt SPADATS verwendet. Mit dieser neuen Benennung war eine technische Umrüstung auf moderne Radarsysteme zur Objektverfolgung und -erkennung verbunden.

## Anfänge der Satellitenbeobachtung
Als am 4. Oktober 1957 der erste Satellit Sputnik 1 der Sowjetunion die Erde umkreiste, reagierten Angehörige der USAF Cambridge Research Laboratories auf dem L.G. Hanscom Field in Bedford im US-Staat Massachusetts darauf, in dem sie zwei Tage später auf dem Dach des Laboratoriums eine Beobachtungsstation einrichteten. Im Dezember 1958 begann die Defense Advanced Research Projects Agency (DARPA) ein Bahnverfolgungsprogramm von Satelliten, welches dann aber schon nach einigen Monaten der USAF übergeben wurde. Die USAF startete Anfang 1959 die mit dem Codenamen 496L System Program Office (SOP) bezeichnete Dienststelle auf dem Hanscom Field. Im gleichen Jahr wurde dort das National Space Surveillance Control Center (NSSCC) eingerichtet, welches am 1. Januar 1960 in Betrieb genommen wurde. Dieses Zentrum mit seiner erstellten Rechenkapazität bildete den Ausgangspunkt, ein Netz von Beobachtungsstationen von Satelliten und anderen Raumprojekten einzurichten. Im Oktober 1959 wurde beschlossen, dass die USAF, die DARPA und die USN ein gemeinsames System entwickeln sollten, das als Netzwerk eine Bahnverfolgung von Raumobjekten ermöglichten sollte. Dieses System bildete den Ausgangspunkt für das System SPADATS.

## Koordinierung im Befehlszentrum des NORAD
Seit dem 12. Dezember 1957 bestand das North American Aerospace Defense Command (NORAD) im Gebiet des Cheyenne Mountain (US-Staat Colorado). Im Juni 1960 wurde die Rechen- und Datenkapazität des SOP von Bedford zum Sitz des NORAD verlegt und in das System SPACETRACK umbenannt. Gegen Ende des Jahres 1960 wurde die Satellite Identification Tracking Unit (SITU), welche auf der Canadian Forces Base Cold Lake der Royal Canadian Air Force (RCAF) in der Provinz Alberta stationiert war, in das Kommando von NORAD integriert. Am 7. November 1960 wurde die operative Kontrolle von SPADATS an NORAD und das operative Kommando über SPADATS an CONAD übergeben. SPADATS unterstützte das NSSCC, als NORAD die Kontrolle über das NSSCC übernahm. Die Hauptkomponenten von SPADATS waren im Jahre 1960 das System der USAF SPACETRACK (Codename 496l) und das System der USN Space Surveillance (SPASUR) (NAVSPASUR). Diese beiden Systeme wurden bis zum Sommer 1961 noch von der USAF bzw. USN selbständig kommandiert. Am 1. Februar 1961 wurde das System NAVSPASUR mit SPADATS unter der operativen Kontrolle des Commander in Chief, North American Aerospace Defense Command (CINCNORAD) verbunden.
Als am 9. Februar 1961 der Stabschef der USAF General Thomas D. White die Aufgaben der Raumüberwachung vom Air Research and Development Center (später in Air Force Systems Command, AFSC) umbenannt an das Aerospace Defense Command (ADC) übergab, wurde das offizielle Datum für die Einrichtung von SPADATS.
Am 14. Februar 1961 wurde die 1. Aerospace Surveillance and Control Squadron (später umbenannt in 1st Space Operations Squadron – 1 SOPS) auf der Ent Air Force Base, Colorado Springs im US-Staat Colorado aufgestellt, um sich auf den Dienst mit dem SPADATS Center vorzubereiten. Die Einheit übernahm auch die Computerkontrolle des Ballistic Missile Early Warning System (BMEWS) und die Bildschirmkontrolle im NORAD. Am 14. März 1961 wurde das NSSCC wurde in SPADATS Center umbenannt.
Der elektronische Katalog im NORAD für von Menschen geschaffene Raumobjekte wurde im Rahmen von SPADATS am 1. Juli 1961 erstellt.
SPADATS wurde am 3. Juli 1961 der Ent Air Force Base übergeben. Das SPADATS Center und das SPACETRACK Center wurden zu diesem Zeitpunkt zusammengelegt. Im März 1964 empfahl die Cheyenne Mountain Task Force, die Raumüberwachung in den tief geschützten Bereich von Cheyenne Mountain zu verlegen. Diese Empfehlung wurde bis zum 6. Februar 1967 umgesetzt, als der Cheyenne Mountain Complex in Betrieb ging. Damit wurde auch SPADATS von der Ent Air Base in den Cheyenne Mountain verlegt. In den folgenden Jahren bis 1971 wurden SPADATS immer mehr Sensorsysteme angeschlossen, um neue Aufgaben der Frühwarnung vor Angriffen auf die USA zu übernehmen. Von 1971 bis 1998 wurden die Übermittlungszeiten der Sensorsysteme und die Überwachungsmöglichkeiten für SPADATS weiter ausgebaut, so dass auch Angriffe auf US-Satelliten überwacht und gemeldet werden konnten. Im Jahre 1988 wurde der Beschluss gefasst, das Space Surveillance Center (SSC) zu bilden, das die Aufgabe hatte, das weltweite Space Surveillance Network (SSN) zu koordinieren. Im August 2007 wurde das SSC auf die Vandenberg Air Force Base verlegt und das SSC wurde in Joint Space Operations Center (JSPOC) umbenannt. Die ausführende Einheit der USAF bezüglich der Aufträge des SSN war auf der Basis die 1st Space Control Squadron des USAF Space Command (AFSC). Die Einheit arbeitete dort in fünf Gruppen rund um die Uhr an 365 Tagen im Jahr. Im Jahre 2006 wurden mehr als 100.000 Beobachtungen nach Objekten an einem Tag durch Satelliten vorgenommen. Am 9. Juni 2008 stellte die Einheit ihren Dienst ein, wobei die Angehörigen der Einheit dem 614th Air and Space Operations Center überstellt worden.

## Gerätesysteme
Die ersten militärischen Anfänge in den USA bei der Beobachtung von Raumobjekten im erdnahen Bereich begannen im Jahre 1957 mit dem Projekt Minitrack zur Verfolgung der Bewegung von Satelliten. Von 1960 bis an den Beginn der 1990er Jahre gab es ein weltweites Netz von Baker-Nunn-Kameras, die zur Raumbeobachtung dienten und Daten an SPADATS liefern konnten. Die meisten Stationen wurden zwischen 1960 und 1977 in Betrieb genommen. Die Kamera-Stationen der USAF befanden sich bei Sand Island im Pazifik, Jupiter in Florida, auf der USAF Basis Edwards in Kalifornien, bei St. Margarets, New Brunswick und bei Cold Lake (Alberta) in Kanada, bei Pulmosan in Südkorea, bei San Vito in Italien, auf dem Mount John in Neuseeland, bei Santiago in Chile und Harestua in Norwegen. Weitere zwölf Kamerastationen des Smithsonian Astrophysical Observatory lieferten Daten an SPADATS.

## Ground-based Electro-Optical Deep Space Surveillance (GEODSS)

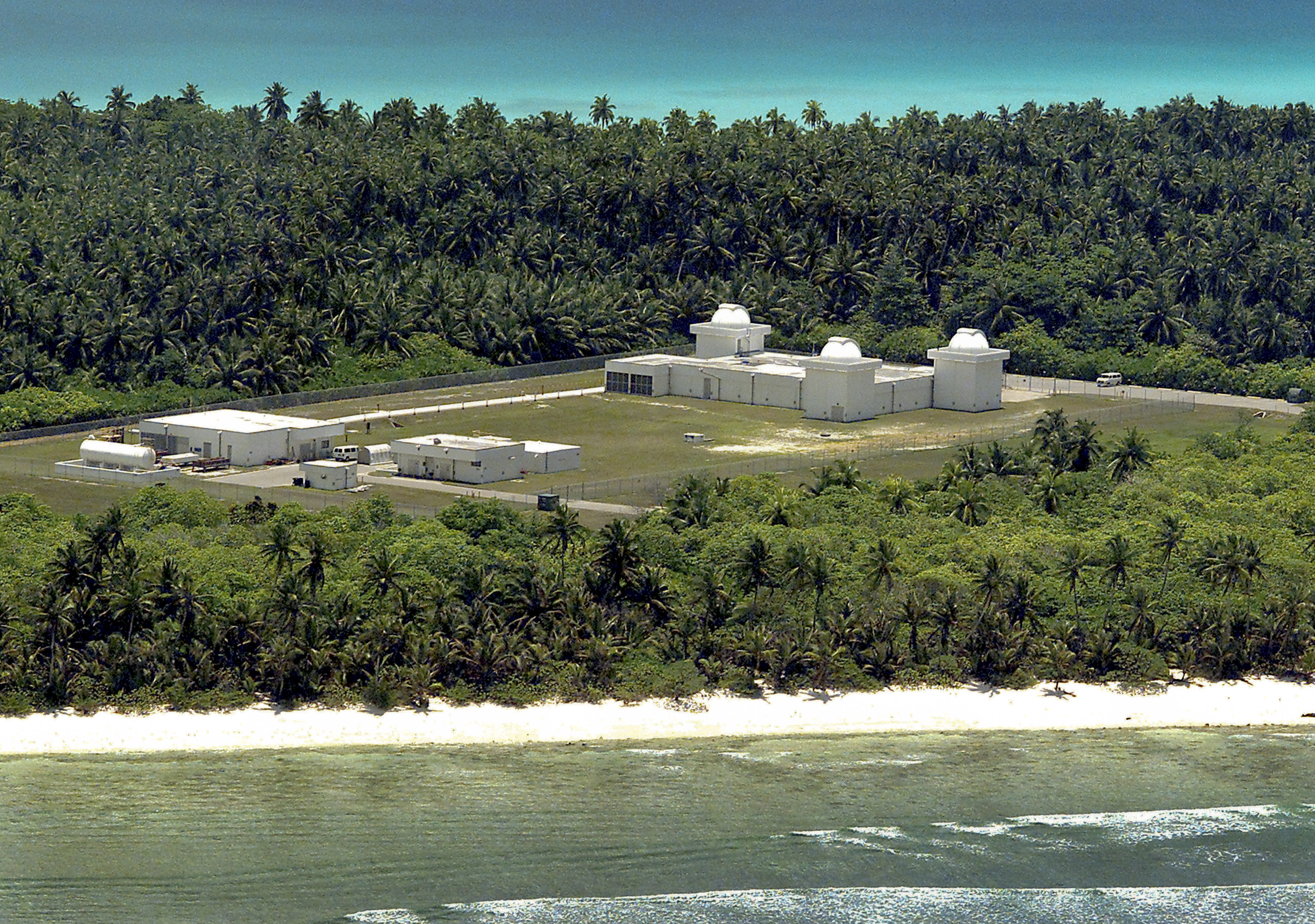
GEODSS-Anlage auf Diego Garcia

Das GEODSS brachte ab 1982 eine erhebliche Verbesserung der Datenübermittlung für SPADATS, wobei drei Beobachtungsanlagen eingerichtet wurden: eine auf Diego Garcia, eine auf Maui (Hawaii) und eine weitere Anlage in Socorro (New Mexico). Zeichneten die Baker-Nunn-Kameras noch die Beobachtungen auf Filmen auf, so waren die GEODSS-Stationen mit Fernsehkameras und computergestützter Datenübertragung. Eine Station konnte bis zu 200 Objekte in der Nacht beobachten. Allerdings waren die Stationen zur Beobachtung einige Stunden in der Nacht nur bei gutem Wetter arbeitsfähig. In den 1990er Jahren wurden alle GEODSS-Anlagen im Rahmen von Upgrade-Programmen wie z. B. GEODSS Modification Program (GMP) und Deep STARE aufgerüstet.

## Radarsysteme
Anfang der 1970er verfügte SPADATS durch seine Informationssysteme SPACETRACK und U.S. Naval Space Surveillance System (NAV-SPASUR) erste leistungsfähige Radarsysteme, die zur Objektverfolgung und Erkennung geeignet waren. Bei der Identifizierung der Raumobjekte wurde ein Katalog von abgespeicherten Frequenzmustern verwendet. Die USAF setzte in diesen Jahren schon Systeme mit Phasengesteuerten Feld-Radar (Phased Array Radar) ein.
Ab 1970 wurden innerhalb SPACETRACK folgende Radarsysteme auf verschiedenen Stützpunkten weltweit eingesetzt.
- AN/GPS-10 auf der Ko Kha Air Station in Ko Kha in Thailand
- AN/FPS-17 auf der Shemya Air Force Base in Alaska und der Militärbasis Pirinçlik bei Diyarbakır in der Türkei
- AN/FPS-49 bei der Thule Air Base auf Grönland und auf RAF Fylingdales in Großbritannien
- AN/FPS-50 bei der Thule Air Base, der Clear Air Force Station in Alaska und auf RAF Fylingdales
- AN/FPS-79 auf der Militärbasis Pirinçlik in der Türkei
- AN-FPS-80 auf der Shemya Air Force Base in Alaska
- AN/FPS-85 auf der Eglin Air Force Base in Florida[25]
- AN/FPS-92 bei der Clear Air Force Station in Alaska
- AN/FPS-99 bei der Clear Air Force Station in Alaska